# 女性週刊誌
女性週刊誌（じょせいしゅうかんし）とは、女性を主な購買層と想定している週刊誌の総称。

## 欧米の女性週刊誌
イギリスの女性週刊誌としてオダム社の『ウーマン』（Woman: The National Home Weekly Odham’s Press）がある。『ウーマン』は1937年6月5日創刊。オダム社は1927年に高速カラー印刷を導入しており、創刊時から一部フルカラーで、創刊1年で50万部を記録した。『ウーマン』の編集には、美容、ファッション、育児、料理、生活など分野ごとに女性専門家が携わっていた。

## 日本の女性週刊誌

### 刊行
週刊発行の日本の女性誌としては明治時代の『女学雑誌』（ただし隔週刊や月刊だった時期もある）が存在するものの、通常「女性週刊誌」という場合には、1950年代後半以降に登場した雑誌群を指す。代表的な女性週刊誌として、以下の3誌が挙げられる。
- 『週刊女性』 - 1957年創刊、主婦と生活社発行、毎週火曜日発売、2019年度の発行部数は195,766  部[4]
- 『女性自身』 - 1958年創刊、光文社発行、毎週火曜日発売、2019年度の発行部数は330,435部[4]
- 『女性セブン』 - 1963年創刊、小学館発行、毎週木曜日発売、2019年度の発行部数は332,978部[4]

ファッション雑誌、生活誌など、女性向けの週刊誌が多種多様に出版されている。
なお、講談社発行の『ヤングレディ』（1963年創刊、1987年廃刊）、祥伝社発行の隔週刊女性誌『微笑』（びしょう、1971年創刊、1996年廃刊）も含めると、かつては4誌あるいは5誌の時代もあった。『女性自身』から前田忠明、『女性セブン』から福岡翼、『ヤングレディ』から梨元勝が記者から芸能リポーターに転身している。また、プロデューサーの残間里江子は『女性自身』、ジャーナリストの立花隆や鎌田慧は『ヤングレディ』で仕事をしていた時期がある。

### 特徴
日本の女性週刊誌で取り上げる記事の特徴は、日刊ゲンダイのようなタブロイド誌（新聞形式）で掲載されるような内容から、特に女性（主に主婦層）が関心を持ちやすいと考えられている内容を重視して誌面が構成され、週刊文春や週刊新潮に代表される雑誌スタイルで販売されるのが特徴。そのため、テレビ番組のワイドショーとテーマが重なることも多い。各界で活躍する人物の裏の顔や複雑な人間関係を暴くといったゴシップ記事も頻繁に取り上げられる。
表紙には、どの雑誌であっても扱う記事をとことん詰め込み、扱った著名人には人名・芸名に付随する形でプロフィールに公開されている年齢をアラビア数字のみの四角囲みで記している。また、扱う著名人が故人の場合は、四角囲みで記した年齢の前に［享年〇〇］と変更される。
漫画作品は、長らく取り扱っていないのが一般的だったが、小学館の女性向け漫画における単行本レーベルが2009年に「フラワーコミックスアルファ」として一本化されたことを逆手に取り、『女性セブン』のみ2010年に参入している。なお、男性向け週刊誌と異なり、読み切り・隔週連載・月1回連載が主であり、毎週連載は極めて少ない。
主に以下の誌面で構成される。
- 芸能ニュース：女性読者の関心が高い男性を主とした芸能人や女性政治家の交際・結婚・離別（いわゆる「熱愛」・「破局」）などが誇張を伴って報じられる。
- 皇室ニュース：皇族の動静・入学・卒業などが多く、身近な話題に終始する。特に女性・少女皇族（皇太后・上皇后・皇后・皇太子妃・内親王・女王）が多く話題にされ、天皇・皇太子始め男性皇族はほとんど取り上げられない。各誌の原稿締め切り日までに僅かな動きでもあれば、それこそ一ページでも記事を突っ込むという[7]。
- 社会ニュース：主婦の日常に即した生活感ある内容が多い。現在では食品・美容・年金給付など。
- 占い：女性が関心を持つ結婚・恋愛などに多くを割く。
- 美容・健康：ダイエットなどの情報を紹介するが、健康機器・美容機器の宣伝や通信販売を兼ねることが多い。
- 料理：簡単な料理のレシピなど。時に本格的な料理人が登場することもあるが、家事に多くを当てられない層も多く、時間のかからない料理法が主流。
- 通俗心理学：「浮気をしている男の仕草」など他愛のない心理学もどきが語られる。